# HD 11262
HD 11262，又名CD-39 553，SAO 193326、HR 535，是一颗恒星，视星等为6.37，位于銀經259.3，銀緯-73.37，其B1900.0坐标为赤經1h 45m 29.9s，赤緯-38° -73.37′ 25″。